# San Giovanni Battista (Filippino Lippi)
San Giovanni Battista è un dipinto di Filippino Lippi a olio su tavola (133x38 cm), databile al 1500 circa e conservato nella Galleria dell'Accademia a Firenze.

## Storia
L'opera, che probabilmente formava un trittico con la Crocifissione tra Maria e san Francesco, distrutta, e la Maria Maddalena sempre all'Accademia di Firenze, venne forse ricordata dal Vasari nella distrutta chiesa di San Ruffillo (già in piazza dell'Olio), ma ci sono dubbi sulla sua nota, che forse era errata. Infatti Vincenzo Borghini nel 1584 descrisse con più precisione la pala dentro la chiesa di San Procolo, sull'altare Valori, con un affresco soprastante con San Francesco che riceve le stimmate. Le differenze di misure e di sfondo però non rendono certo in maniera assoluta l'accostamento tra queste opere.
Nel Settecento la pala venne smembrata e lo scomparto centrale, dopo vari passaggi, venne distrutto a Berlino durante la seconda guerra mondiale.
Gli scomparti laterali, già attribuiti ad Andrea del Castagno, vennero riassegnati a Filippino da Cavalcaselle, come confermato dalla critica successiva. Per quanto riguarda la datazione, lo Scharf avanzò l'ipotesi del 1497-1498, mentre la maggior parte della critica protende oggi per il 1500 circa, vicina cioè agli ultimi affreschi della Cappella di Filippo Strozzi, terminati nel 1502. Una tavola con l'Incontro di Gioacchino e Anna nello Statens Museum for Kunst di Copenaghen, datata 1497, ha stringenti affinità stilistiche con quest'opera.

## Descrizione e stile
San Giovanni Battista è raffigurato in una nicchia, guardante verso destra, col volto emaciato, il corpo magrissimo, le vesti lacere, i capelli scarmigliati, i piedi nudi, la posizione incurvata e patetica, che ricrea il dolore fisico e spirituale per la penitenza nel deserto. L'impressione è particolarmente toccante e tendente a creare nel fedele un sentimento di compassione e di meditazione sul tema del sacrificio e dell'espiazione del peccato.
Una tale rappresentazione venne sicuramente richiesta dal committente rifacendosi all'austera religiosità promossa da Girolamo Savonarola durante le sue prediche: lo stile è semplice e scarno, come nei dipinti degli inizi del Quattrocento. A differenza di altri artisti Filippino non manifestò particolari influenze derivate dalle predicazioni e dalle vicende del frate ferrarese, adattando con disinvoltura, a seconda della committenza, il proprio stile, ora di tono austero, ora sfarzoso.